# Cmentarz wojenny nr 206 – Pogórska Wola
Cmentarz wojenny nr 206 – Pogórska Wola – cmentarz z I wojny światowej, zaprojektowany przez nieznanego autora znajdujący się w miejscowości Pogórska Wola w powiecie tarnowskim, w gminie Skrzyszów. Jeden z ponad 400 zachodniogalicyjskich cmentarzy wojennych zbudowanych przez Oddział Grobów Wojennych C. i K. Komendantury Wojskowej w Krakowie. Należy do VI Okręgu Cmentarnego Tarnów.

## Opis
Stanowi kwaterę w tylnej części cmentarza parafialnego w Pogórskiej Woli. Założony na planie prostokąta ze ściętymi tylnymi narożnikami o powierzchni 93 m². Na osi wejścia duży betonowy krzyż łaciński z fazowanymi krawędziami. Po obu jego stronach wysokie stylizowane kamienne stele z nazwiskami pochowanych tu strzelców tyrolskich. W górnej części steli motyw szarotki w medalionie. Mogiły ułożone symetrycznie z niskimi betonowymi stelami z krzyżami maltańskimi i lotaryńskimi. Cmentarz ogrodzony niskimi słupkami betonowymi na podmurówce połączonymi parami rur stalowych.
Na terenie cmentarza ustawiono rzeźbę Matki Boskiej Bolesnej jako pomnik ofiar II wojny światowej ze stosowną inskrypcją.

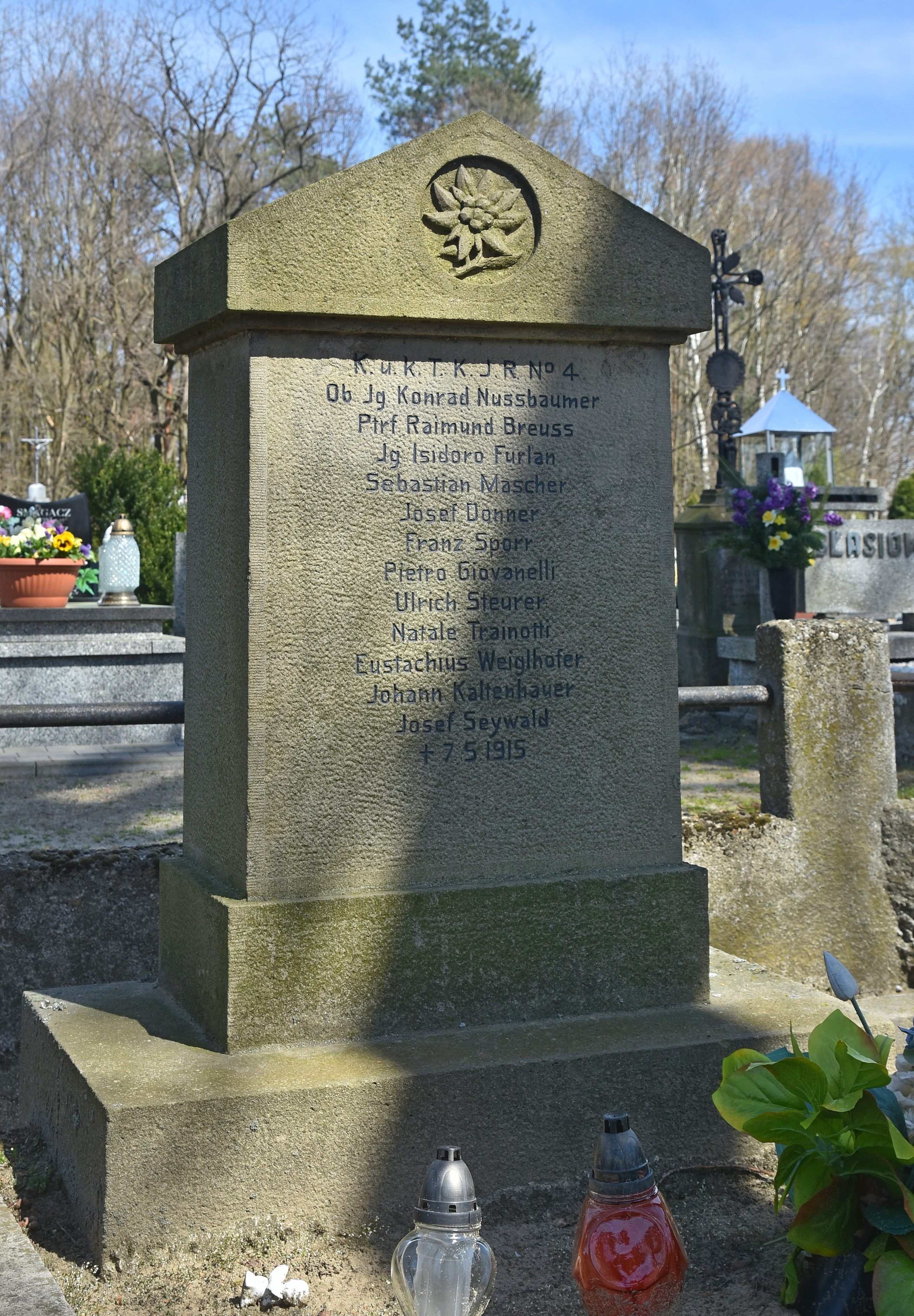
Stela strzelców tyrolskich
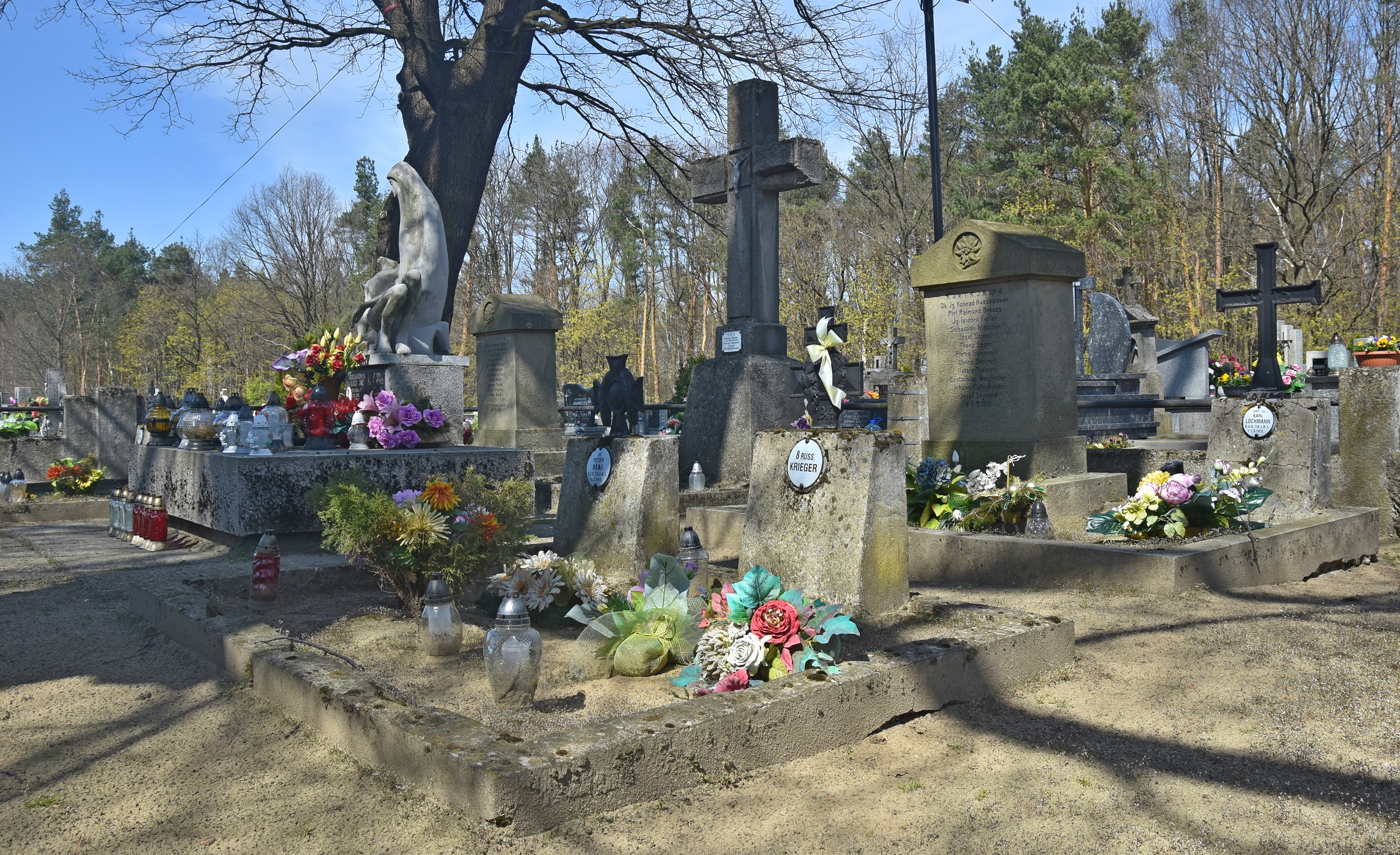
Widok ogólny
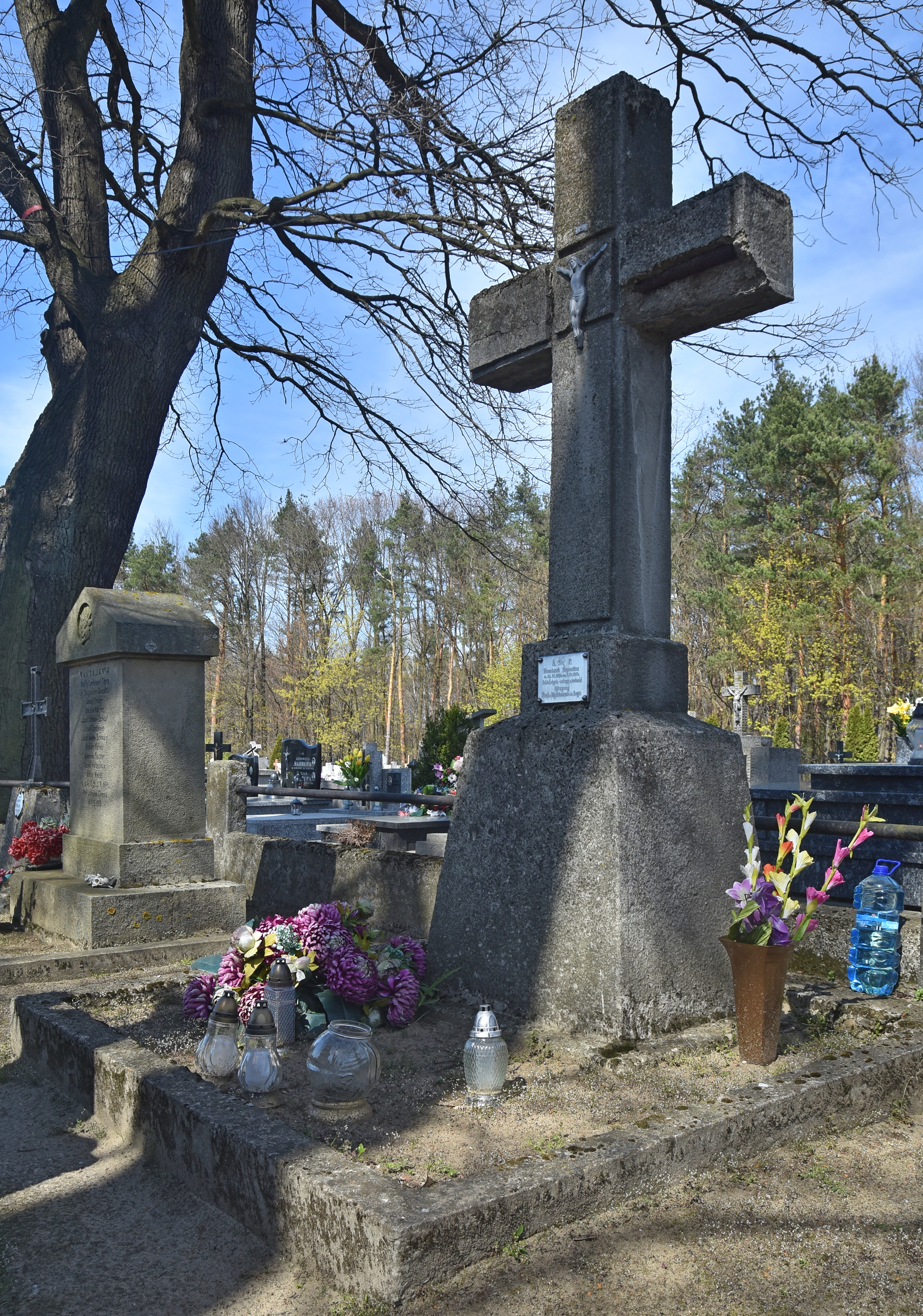
Krzyż centralny

Na cmentarzu pochowano 45 żołnierzy w 4 pojedynczych grobach i 3 mogiłach zbiorowych:
- 29 żołnierzy austro-węgierskich
- 16 żołnierzy rosyjskich

poległych w okresie 5–8 maja 1915.
W latach 2000–2001 przeprowadzono remont cmentarza.